# 諾森伯蘭號巡防艦
諾森伯蘭號（英語：HMS Northumberland）是英國皇家海軍一艘23型巡防舰，以諾森伯蘭公爵命名，是該型號的第九艘艦艇，亦是自1679年风帆战列舰時代後，第八艘命名為諾森伯蘭的海軍艦艇。它目前駐守德文港海军基地，隸屬德文港區艦隊。

## 服役歷史
諾森伯蘭號是斯旺亨特造船公司在沃爾森德生產的四艘的23型巡防舰的其中一艘，在1992年4月下水，1994年5月進入英國皇家海軍服役。
1999年，諾森伯蘭號被按至加勒比海執行反毒任務和救援任務，並在美国海岸警卫队合作下，沒收了超過兩公噸的可卡因（市值超過1.35億鎊）。
諾森伯蘭號參加了特拉法加海戰200週年慶祝活動後，便進行了一系列海上訓練，在2006年1月開始進行基本海上運作訓練（Basic Operational Sea Training）。這年它與托基號潛艇部署在巴哈马安德罗斯岛的美國大西洋海底测评中心。2007年它被派遣至地中海，作為英國在北約海上力量的艦隻。
諾森伯蘭號於2011年夏季完成改裝，通過了的試航和武器檢驗計劃，在2012年初進行了為期八星期的基本海上運作訓練。同年秋季，它被部署至印度洋，用來打擊海盜和毒販走私，累計沒收和銷毀了價值5百萬英鎊的的大麻脂.。
2013年，諾森伯蘭號參加了聯合勇士演習。
2015年5月9日，它被派至圣彼得港作為慶祝根西解放70週年。一個月後，它與另外兩般皇家海軍艦隻停泊在考斯對外海域，以慶祝皇家遊艇中隊成立200週年。慶祝儀式由第二海務大臣在艦上主持，出席嘉賓包括皇家遊艇中隊指揮官爱丁堡公爵，哈拉尔五世，前西班牙國王胡安·卡洛斯一世和丹麦亨里克亲王。
2015年6月，諾森伯蘭號在滑铁卢战役200週年慶祝活動中扮演重要角色，重演1815年秘魯人號战船的路線，由奥斯坦德出發橫渡英倫海峽至布羅德斯泰斯，該船上載著英軍在滑铁卢战役取勝的消息。
2016年，它在德文港準備進行改裝工作前，曾成為BBC節目我要做廚神半決賽的比賽場地。改裝工作包括升級至海上捕手地對空飛彈，並在2018年完成回到海上服役。
2020年底，諾森伯蘭號在北大西洋巡邏時被一艘俄羅斯海軍潛艇撞上了它的拖曳陣列聲納，使諾森伯蘭號立即終止原本任務並尋找該俄羅斯潛艇。事後船隻回到港口更換聲納。一般而言英國國防部不會就類似事件發表評論，但由於事發時有傳媒在艦上進行拍攝工作，因此整個過程都被紀錄下來。

## 外部連結
- 官方網站 （页面存档备份，存于）